# Ruard Tapper
 (août 2022).
Ruard Tapper, né le 15 février 1487 à Enkhuizen (Hollande-Septentrionale) et mort le 2 mars 1559 à Bruxelles, est un théologien, académicien et inquisiteur flamand. Il est doyen et chancelier de l’Université de Louvain.

## Biographie
Guard Tapper est né à Enkhuizen, en Hollande, le 15 février 1487. Après des études à l'Université de Louvain, il obtient un diplôme de maîtrise en 1507, tout en enseignant la physique et la logique durant ses études.

## Parcours
Il siège au conseil universitaire au nom de la faculté des arts en 1511. Il est ordonné prêtre en 1515 et diplômé de la licence en théologie sacrée le 3 juin 1516. Il est doyen de la Faculté des arts en 1517. Il obtient le doctorat en théologie le 16 août 1519. Le 7 novembre 1519, Tapper est impliqué dans la condamnation par la Faculté de théologie d'un certain nombre de propositions tirées des écrits de Martin Luther.
Ruard Tapper participe à la deuxième session du Concile de Trente (entre septembre 1551 et avril 1552). Ruard Tapper s'oppose au développement du baianisme à l'Université de Louvain, mais refuse, malgré les pressions, d'engager une procédure d'hérésie contre Michael Baius (Michel De Bay) ou Jean Hessels, ce qui lui attire l’accusation de pélagianisme.

## Décès
Le 16 février 1559, lors d'une visite à Bruxelles, où Philippe II l'avait appelé, il a une attaque d'apoplexie et meurt le 2 mars 1559.Il est enterré dans le chœur de la collégiale de Louvain, au pied du tabernacle, avec une épitaphe reproduite par Valerius Andreas. C'est son disciple Matthieu Galenus de Westcapellen, professeur à Dillingen et plus tard à Douai, qui prononce l'oraison funèbre.

## Héritage
Par son testament du 26 mars 1558, et ses codicilles du 28 février 1559, Tapper donne toutes ses possessions aux pauvres, à l'exception de quelques legs à sa sœur et ses neveux. Sa bibliothèque est léguée à la faculté de théologie de Paris.

## Œuvres
Ses œuvres ont été recueillies à Cologne, 1582, in-fol. Tapper édite entre autres les ouvrages suivants :
- Explication articulera facultatifs, dédié au roi Philippe II. Dans sa préface, l’auteur déclare que depuis les apôtres, l’Église a constamment fait usage de l’autorité que Jésus-Christ lui a confiée, et qu’elle a décidé en dernier ressort les questions qui se sont élevées parmi les fidèles. Un des élèves de Tapper, Wilhelmus Lindanus, évêque de Ruremonde, a publié les discours théologiques de son maître sous ce titre : Ruewardi Tapperi, Decani et Cancellarii lovaniensis, orationes theologicæ, potissimas religionis catholicæ controversias, et veram Germaniæ pacandæ rationem explicantes. Una cum aureo ejusdem corollario, de veris calamitatum Belgii causis atque remediis, ad Carolum V et Ferdinandum I, Cologne, 1577 ;
- Ruardi Tapperi quæstio quodlibetica de effectibus quos consuetudo operatur in foro conscientiæ, etc., pronunciata publice Lovanii in scholis artium, 1520, in-4° ;
- Tapperi epistolæ alternæ de gratiæ et liberi arbitrii concordia cum Ant. Reginaldo de gratia efficaci, 1706, in -fol.

Les novateurs publièrent contre lui le libelle suivant : Ruardi Tapperi enchusani hareticæ pravitatis primi et postremi per Belgium inquisitoris apotheosis sive satyra in ipsum, Franeker, 1643, in-12.